# サヴォア邸

サヴォア邸

サヴォア邸（サヴォアてい、仏:Villa Savoye、ヴィラ・サヴォア、サヴォワ邸、サボア邸とも）は、ル・コルビュジエが設計したフランス、パリ郊外のポワシーにある近代建築の住宅。1928年設計開始。1931年竣工。

## 概要

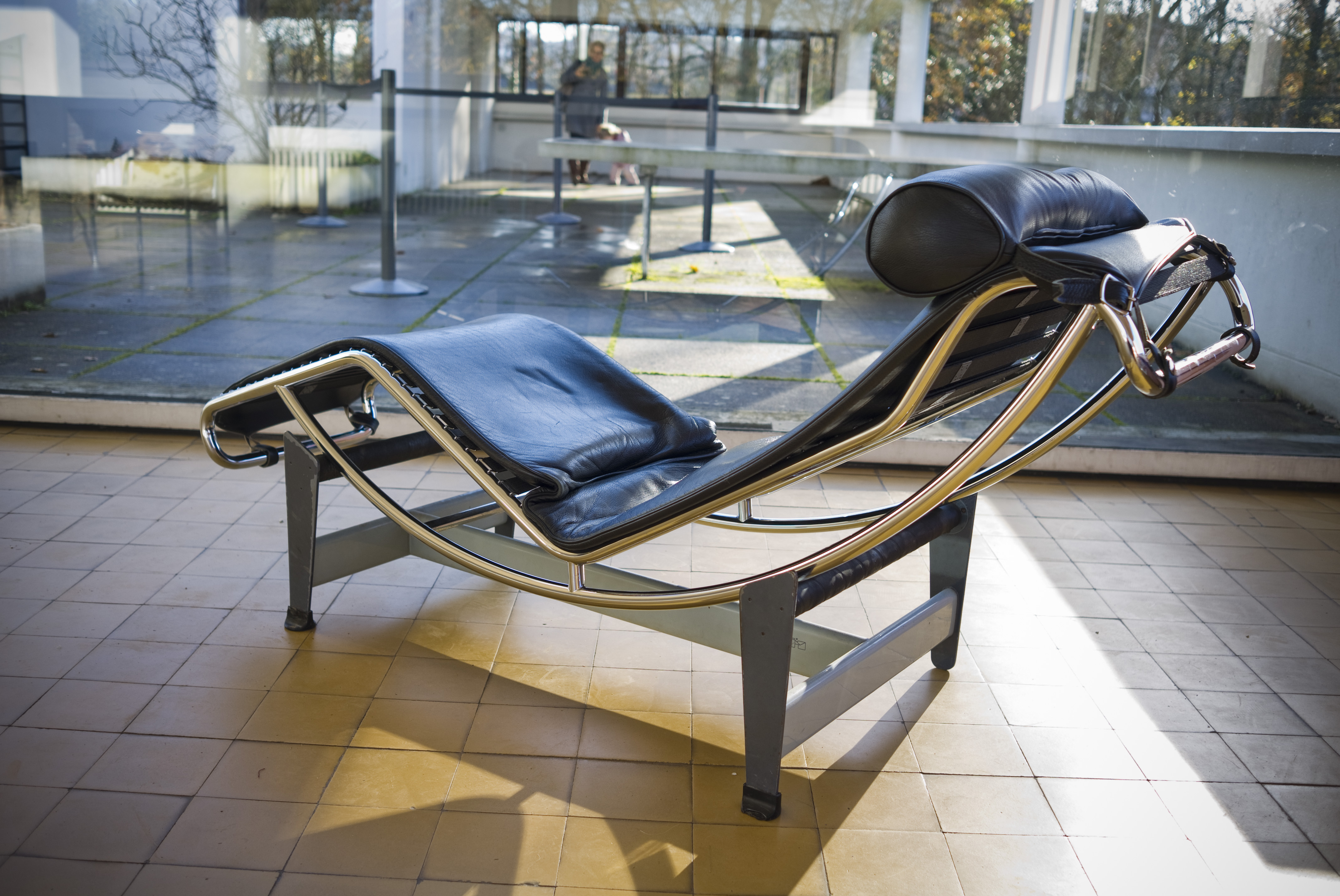
サヴォア邸に置かれた、ル・コルビュジエらによりデザインされたシェーズ・ロング「LC4」。

20世紀の住宅の最高作品の一つであり、フランスの歴史的建築物に指定されている。1964年、アンドレ・マルロー文化大臣が「サヴォア邸」を民間建築モニュメントに指定し、歴史遺産とした。
サヴォア邸では、ピロティ、屋上庭園、自由な平面、独立骨組みによる水平連続窓、自由な立面からなる近代建築の五原則のすべてが、高い完成度で実現されている。平面の中央には緩やかなスロープが設けられ、1階と2階を連続的に繋いでシークエンスを形成している。もとは別荘としての一般住宅であった。
- 設計者 - ル・コルビュジェ、 ピエール・ジャンヌレ
- 依頼主 - ピエール・サヴォア夫妻[3]
- 住所  - 82 , rue de Villiers, 78300 , Poissy
- 面積 - 10,365m2、ヴィラ面積 440m2
- 年代 - 1928～1931年
- 用途 - 専用住宅
- 構造 - 鉄筋コンクリート造

## 建築構造
サヴォア邸はモダニズム以前の装飾的で重厚な西洋的伝統建築とは大きく異なり、空間を大胆に使ったことで、当時の建築家たちに大きな衝撃を与えた。ピロティを使うことにより、居住部分がまるで空中に浮かんでいるかのような印象を与え、水平連続窓はたっぷりと光を取り込むことで室内を明るくし透明感を与える。水平連続窓は室内を明るくするだけでなく、時間とともに移り変わる日光の色が室内に映えるようにも設計されている。また、素材には、当時では新しい素材であった鉄筋コンクリートを使用している。
屋上庭園（中庭）は外から中が見えないように設計されており、プライバシーが確保されるように設計されている。また、バスルームや螺旋階段など、ところどころで曲線が使われており、ゆったりとした印象を与える。建物全体には灰色、白、黒、青、橙などの色が使われ、絶妙な色合いになっている。
建築だけでなく、家具もまたサヴォア邸の雰囲気にあうようにデザインされており、ル・コルビュジエの傑作ともいわれるコルビジェ・チェアが多数置かれている。

## 所在地
- 82, Chemin de Villiers, 78300 Poissy
- 北緯48度55分28秒 東経2度1分43秒 / 北緯48.92444度 東経2.02861度